# Departamento Florida
Florida ist ein Departamento (eine politisch-territoriale Einheit) in Uruguay.

## Geographie

### Lage und Landschaftsbild
Das eine Flächenausdehnung von 10.457 km² aufweisende Departamento Florida liegt im zentralen Süden des Landes. Während der Süden des Departamentos flach ist, ist der Norden und Osten von einer Hügellandschaft gekennzeichnet, die im Osten in die Cuchilla Grande übergeht, die wichtigsten Hügelkette des Landes.

### Bodenschätze
Auf dem Departamentogebiet befinden sich sowohl im Zentrum bei Palermo als auch im südwestlichen Teil beim Arroyo de la Virgen Vorkommen von schwarzem Granit. Feldspat und Quarz lagert beim Cerro Pelado drei Kilometer südlich der Hauptstadt Florida, Eisenerz ist bei Valentines zu finden. Der Umfang der im Departamento existierenden Eisenerzvorkommen wurde Anfang der 1960er Jahre auf rund zwölf Millionen Tonnen geschätzt.

## Geschichte
Am 10. Juli 1856 wurde das Departamento per Gesetz gegründet.

## Bevölkerung
Während 2004 noch 68.636 Einwohner gezählt wurden, betrug die im Rahmen der Volkszählung des Jahres 2011 ermittelte Einwohnerzahl 67.048. Davon waren 32.953 Männer und 34.095 Frauen.
Die Departamento-Hauptstadt Florida hat 33.640 Einwohner (Stand: 2011) und liegt im Süden des Departamentos. Sie ist für ihr jährlich stattfindendes Folklore-Festival am Unabhängigkeitstag bekannt.

## Infrastruktur

### Bildung
Florida verfügt über insgesamt zwölf weiterführende Schulen (Liceos), in denen 4.647 Schüler von 469 Lehrern unterrichtet werden. Das älteste Liceo des Departamentos ist das in der Departamento-Hauptstadt Florida angesiedelte, 1912 gegründete Liceo Departamental "Brigadier General Manuel Oribe". (Stand: Dezember 2008)

### Wirtschaft
Nahe der Departamento-Hauptstadt existiert mit Floridasur eine zunächst bis zum 12. November 2041 eingerichtete Freihandelszone. Auf einer Fläche von circa 70.000 m² sind dort über 500 Firmen angesiedelt, und es existieren rund 110 Lagerhallen.

## Politik
Die Führungsposition der Exekutive des Departamentos, das Amt des Intendente, hat Carlos Enciso von der Partido Nacional inne.